# Anaxipha latefasciata
Anaxipha latefasciata är en insektsart som beskrevs av Lucien Chopard 1956. Anaxipha latefasciata ingår i släktet Anaxipha och familjen syrsor. Inga underarter finns listade i Catalogue of Life.